# 美国瑞典学会
美国瑞典学会（American Swedish Institute）是一个非营利性的教育研究机构和博物馆，位于美国明尼苏达州明尼阿波利斯。该组织致力于保护和研究瑞典和瑞典裔美國人在美国文化和历史中的历史角色。包括“斯维俱乐部”（Svea Club），瑞典语教育协会和 Turnblad Mansion博物馆，设有展览和特别活动。